# Francesca Curmi
Francesca Curmi (ur. 7 lipca 2002 na Malcie) – maltańska tenisistka, reprezentantka kraju w Pucharze Billie Jean King, medalistka igrzysk małych państw Europy i igrzysk śródziemnomorskich.

## Kariera tenisowa
31 lipca 2023 zajmowała najwyższe miejsce w rankingu singlowym WTA Tour – 306. pozycję, natomiast 17 lipca 2023 osiągnęła najwyższą lokatę w deblu – 402. miejsce.
W 2017 roku po raz pierwszy reprezentowała kraj w zmaganiach o Puchar Federacji.
Brała udział w zawodach tenisowych podczas Letnich Igrzysk Olimpijskich Młodzieży 2018.
Na igrzyskach małych państw Europy wywalczyła łącznie trzy medale: w 2017 roku srebro w grze podwójnej i brąz w grze pojedynczej, a w 2019 roku ponownie srebro w deblu. W 2022 roku na igrzyskach śródziemnomorskich wywalczyła srebrny medal w grze podwójnej.
W 2023 roku została pierwszą maltańską zawodniczką, która znalazła się w turnieju głównym zawodów cyklu WTA Tour – wzięła udział w rozgrywkach w Palermo jako szczęśliwa przegrana.

## Finały turniejów ITF
| turnieje z pulą nagród 100 000 $ (W100)  |
| turnieje z pulą nagród 80 000 $ (W80)    |
| turnieje z pulą nagród 60 000 $ (W75)    |
| turnieje z pulą nagród 40 000 $ (W50)    |
| turnieje z pulą nagród 25/30 000 $ (W35) |
| turnieje z pulą nagród 15 000 $ (W15)    |
| turnieje z pulą nagród 10 000 $          |

### Gra pojedyncza 7 (3–4)
| Rezultat     |    | Data       | Turniej      | ($)      | Naw.          | Przeciwniczka         | Wynik          |
| Finalistka   | 1. | 28/02/2021 | Monastyr     | 15 000   | Twarda        | Weronika Falkowska    | 2:6, 0:6       |
| Finalistka   | 2. | 17/04/2022 | Monastyr     | 15 000   | Twarda        | Angelica Raggi        | 3:6, 6:3, 5:7  |
| Zwyciężczyni | 1. | 12/06/2022 | Monastyr     | 15 000   | Twarda        | Yao Xinxin            | 6:2, 6:4       |
| Zwyciężczyni | 2. | 19/06/2022 | Monastyr     | 15 000   | Twarda        | Sayaka Ishii          | 6:2, 4:6, 7:5  |
| Zwyciężczyni | 3. | 07/05/2023 | Tossa de Mar | 25 000+H | Dywanowa      | Georgina García Pérez | 6:2, 7:6(2)    |
| Finalistka   | 3. | 17/11/2024 | Funchal      | 40 000   | Twarda        | Kryscina Dzmitruk     | 1:6, 2:3 krecz |
| Finalistka   | 4. | 05/04/2025 | Nantes       | 40 000   | Twarda (hala) | Talia Gibson          | 3:6, 7:5, 6:1  |

### Gra podwójna 5 (2–3)
| Rezultat     |    | Data       | Turniej                    | ($)    | Naw.    | Partnerka           | Przeciwniczki                  | Wynik          |
| Finalistka   | 1. | 09/11/2019 | Antalya                    | 15 000 | Twarda  | Paula Arias Manjón  | Johana Marková Nika Radišić    | 2:6, 6:4, 9–11 |
| Finalistka   | 2. | 28/05/2022 | Santa Margarida de Montbui | 15 000 | Twarda  | Mihaela Đaković     | Shin Ji-ho Celine Simunyu      | 6:7(3), 3:6    |
| Zwyciężczyni | 1. | 26/08/2022 | Vigo                       | 25 000 | Twarda  | Elaine Genovese     | Olga Helmi Kathleen Kanev      | 6:0, 6:3       |
| Finalistka   | 3. | 16/03/2024 | Alaminos                   | 25 000 | Ceglana | Cristina Dinu       | Tena Lukas Kristina Mladenovic | 4:6, 5:7       |
| Zwyciężczyni | 2. | 23/03/2024 | Alaminos                   | 25 000 | Ceglana | Despina Papamichail | Leonie Küng Eliz Maloney       | 6:3, 6:2       |